# ハルテーレス

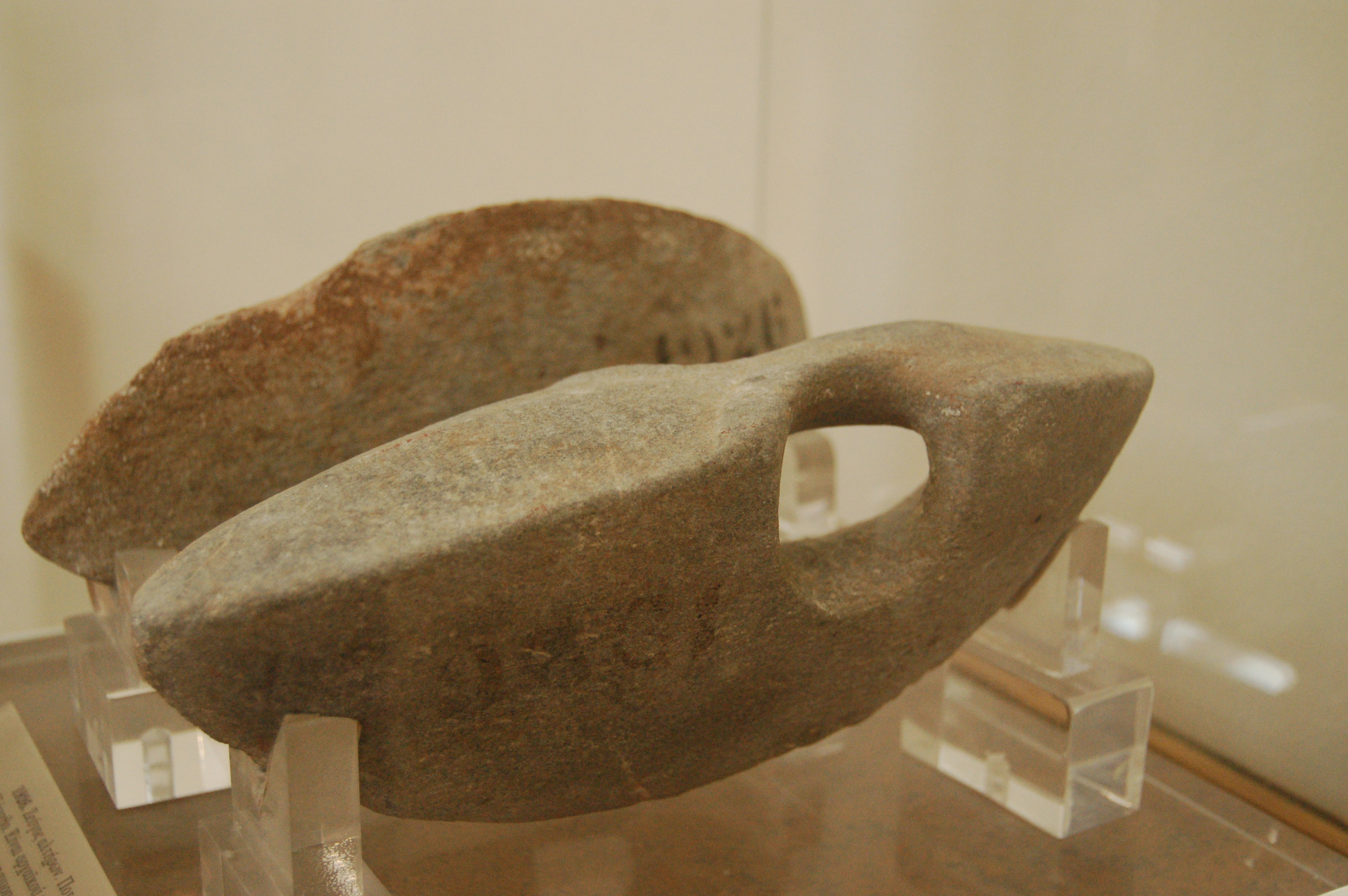
アテネ国立考古学博物館に展示されているハルテーレス

ハルテーレス（ギリシア語: ἁλτῆρες, ラテン文字化: Haltêres）は、古代ギリシアで用いられていたダンベルの一種。主に石で作られており、立ち幅跳びを中心に利用され、またウェイトトレーニングにも用いられた。ハルテレスとも呼称される。

## 歴史
ハルテーレスは紀元前8世紀ごろの古代ギリシアの古代オリンピックで立ち幅跳びのために初めて用いられたと考えられている。その後も跳躍の距離を延ばすための道具として様々な競技に使用されていった。

## 構造
ハルテーレスは主に石で作られており、重さは1kgから5kg、または2kgから9kgあった。このほか、オリンピアでは5kgから24kgのハルテーレスが発見されている。石で作られたハルテーレスは主に半球型をしていて、端は丸まっているか尖っており、また握れるように凹みが設けられているか穴が開いていた。

## 用途
ハルテーレスは主に立ち幅跳びをする際の重りとして用いられた。ハルテーレスを用いて長い距離を飛ぶことが利用の目的だったが、なぜそうしていたかは古代ギリシア人も理解していなかったと考えられている。また、ハルテーレスは腕と肩を鍛えることにも用いられたとされている。しかし、最も重いハルテーレスも筋力増強や筋肥大で効果を見せるには重量が軽く、古代ローマ時代の記述では柔軟性やキャリステニクスにおいて有用であったとされている。また、ユウェナリスは、ハルテーレスは女性アスリートにとっては適切な重量であったと記述している。